# 5,12-Bis(phényléthynyl)naphtacène
Le 5,12-bis(phényléthynyl)naphtacène, également abrégé en BPEN, est un hydrocarbure aromatique polycyclique de formule C34H20 utilisé comme fluorochrome pour glowsticks ; il émet une lumière orangée. C'est un semiconducteur organique de type n.